# Свидовица
Свидовица (мкд. Свидовица) је насеље у Северној Македонији, у југоисточном делу државе. Свидовица је насеље у оквиру општине Струмица.

## Географија
Свидовица је смештена у југоисточном делу Северне Македоније. Од најближег града, Струмице, насеље је удаљено 8 km југоисточно.
Насеље Свидовица се налази у историјској области Струмица. Насеље је положено на јужном ободу Струмичког поља, на месту где се оно издиже у прва брда, која ка југу прелазе у планину Беласицу. Надморска висина насеља је приближно 260 метара.
Месна клима је блажи облик континенталне због близине Егејског мора (жарка лета).

## Становништво
Свидовица је према последњем попису из 2002. године имала 325 становника.
Већинско становништво у насељу су етнички Македонци (95%), а остало су Турци (5%). До средине 20. века Турци су знатно бројнији у насељу, али су се потом у значајном броју спонтано иселили у матицу.
Већинска вероисповест месног становништва је православље, а мањинска ислам.